# G. Steven Rowe
G. Steven Rowe (* 23. April 1953 in Gore, Oklahoma) ist ein US-amerikanischer Anwalt und Politiker, der von 2001 bis 2008 Maine Attorney General war.

## Leben
G. Steven Rowe wuchs als Sohn eines Farmers in Gore, Oklahoma auf. Er besuchte die United States Military Academy in West Point, machte dort im Jahr 1975 seinen Bachelor of Science, den Master of Business Administration machte er im Jahr 1978 an der University of Utah und im Jahr 1987 schloss er die University of Maine School of Law ab.
Rowe war in den späten 1970er Jahren auf dem Army Airfield in Wiesbaden stationiert, dort war er Zugführer der Infanterie. Seine erste Frau verließ ihn, als er zurück in die Vereinigten Staaten ging. Drei kleine Kinder wuchsen danach bei ihm auf.
Als Mitglied der Demokratischen Partei war er von 1992 bis 2000 Abgeordneter im Repräsentantenhaus von Maine, von 1998 bis 2000 war er Speaker dieser Parlamentskammer und von 2001 bis 2008 war er Maine Attorney General. Im Jahr 2010 kandidierte er erfolglos um die Kandidatur als Demokrat um das Amt des Gouverneurs von Maine. Kandidatin wurde Libby Mitchell, die später dem Kandidaten der Republikaner, Paul LePage, unterlag.
Rowe arbeitete als Berater für die Kanzlei Verrill Dana in Portland. Von 2011 bis 2012 war er Berater der Maine Early Learning Investment Group und seit 2012 Präsident der Endowment For Health in New Hampshire. Im Jahr 2015 wurde Rowe Präsident der Maine Community Foundation.
Rowe war mit Amanda Rowe verheiratet. Sie starb im Jahr 2013 im Alter von 58 Jahren an Brustkrebs. Kennen lernte sich das Paar, als sie seine drei Kinder als Krankenschwester auf der Krankenstation der Army in Fort Bragg in North Carolina behandelte. Gemeinsam hatten sie eine weitere Tochter.